# Andrzej Jacaszek
Andrzej Jacaszek (ur. 2 maja 1960) – polski menedżer, działacz gospodarczy i urzędnik państwowy, w latach 2004–2005 podsekretarz stanu w Ministerstwie Finansów.

## Życiorys
Absolwent Wydziału Nawigacyjnego Wyższej Szkoły Morskiej w Gdyni oraz studiów Executive Master of Business Administration w Carlson School of Management na Uniwersytecie Minnesoty (1999).
Był specjalistą w Fundacji Gospodarczej NSZZ „Solidarność”. Pracował jako menedżer specjalizując się m.in. w zarządzaniu strategicznym, sprzedaży, marketingu, ekonomice przedsiębiorstwa, ekspansji zagranicznej. Był zatrudniony na stanowiskach menedżerskich i kierowniczych m.in. w Medicover Holding BV, Norwich Union, Towarzystwie Ubezpieczeń i Reasekuracji „Warta”, Agros Holding SA i B.P.S. Consultants. Działa także jako mówca biznesowy i motywacyjny, a od 2004 jako wykładowca i wiceprezes zarządu ICAN Institute. Od 2 sierpnia 2004 do 31 lipca 2005 podsekretarz stanu w Ministerstwie Finansów, odpowiedzialny za instytucje finansowe, rachunkowość i instytucję płatniczą. Był także wiceprzewodniczącym Komisji Nadzoru Ubezpieczeń i Funduszy Emerytalnych. W 2006 został wydawcą „Harvard Business Review Polska”. W 2009 po raz pierwszy wybrany na stanowisko wiceprezesa Pracodawców RP, odpowiedzialnego za szkolenia, naukę i biznes; został późnej wybrany na kolejną kadencję. Został współtwórcą magazynów „MIT Sloan Management Review Polska„ oraz „ICAN Management Reviewc, a także dyrektorem zarządzającym ICAN Institute.